# Tacere
Tacere – fiński zespół heavymetalowy.

## Życiorys
Tacere to zespół metalowy pochodzący z Finlandii. Zespół był porównywany w mediach do zespołu Nightwish ze względu na męski wokal Karri Knuutila, założyciela zespołu, jak i kobiecy wokal Heleny Haaparty. Tacere odcina się od tych zarzutów twierdząc, że nie podążają śladami Nightwish, a ich muzyka pochodzi od innych grup.
Knuutila pierwotnie założył Tacere (wcześniej Tacet Lacrimae) w myśl swojego solowego projektu, ale potem wpadł na pomysł, aby stworzyć cały zespół. Pierwszy oficjalny skład został ogłoszony w 2002 roku oraz nazwa zespołu została skrócona do Tacere. Pierwszym utworem nowego zespołu był Into your dreams. Tacere miał jedynie męski wokal aż w 2003 roku, gdy do zespołu dołączyła Helena Haaparanta.
W 2005 roku Tacere podpisał kontrakt nagraniowy z wytwórnią SM-Records, a ich pierwszy singiel I devour ukazał się 31 maja 2006. Minialbum o nazwie A voice in the dark ukazał się w listopadzie 2007 roku. Zespół wydał swój pierwszy album w 2007 roku o nazwie Beautiful Darkness w Finlandii oraz w innych krajach Europy. Został również wydany w Japonii i innych krajach azjatyckich. 
Na początku 2008 roku po nagraniu sześciu dem zespół opuściła wokalistka Helena Haaparanta, co było dużym zaskoczeniem dla reszty zespołu. Choć bez wokalistki, zespół nadal zamierzał rozpocząć nagranie nowego albumy pod koniec maja 2008 roku. Sześć dem, które były nagrywane razem, z Helen są do pobrania na stronie Myspace zespołu.
Tacere niedawno zamknął przesłuchania na nową wokalistkę zespołu, a na blogu na MySpace napisano, że nowa wokalistka została znaleziona, a jej tożsamość zostanie wkrótce ujawniona. Nawet jeżeli Tacere próbuje oddalić się od wizerunku zespołu Nightwish, to jednak nie da się zauważać, że wykorzystują tę samą grę o nieujawnianiu tożsamości nowej wokalistki, co Nightwish, w celu zwrócenia uwagi i emocji.
3 grudnia 2008 Tacere oficjalnie zawiadomił na blogu MySpace, że nową wokalistką jest Taiya R.

## Skład zespołu

### Obecny skład
- Taiya R. – Wokal
- Karri Knuutila – wokal, gitara elektryczna, gitara basowa & klawisze
- Jarno "Jake" Vanhanen – perkusja
- Janne Salminen – klawisze

### Na żywo
- Pekka Pyrhönen – gitara basowa
- Seppo Nummela – gitara elektryczna

### Byli członkowie
- Helena Haaparanta – wokal
- Esa Sokajärvi – gitara elektryczna
- Pekka Jokinen – gitara basowa

## Dyskografia
- Into Your Dreams (demo, 2002)
- Glacial Night (demo, 2003)
- The Legend Of Gévaudan (demo, 2004)
- Emoción Muerte (demo, 2004)
- Eras Reveries (demo, 2005)
- I Devour (single, 2006)
- A Voice In The Dark (EP, 2006)
- Beautiful Darkness (2007)